# 想看她一臉嫌惡地露出褲褲
《想看她一臉嫌惡地露出褲褲》（日語：嫌な顔されながらおパンツ見せてもらいたい本）是日本同人誌社團「アニマルマシーン」的成員40原創作的同人誌，以各式各樣的女性擺出一臉嫌棄的樣子露出內褲為主題。作品自2015年開始發行並陸續改編成漫畫、網路動畫、輕小說和寫真集。

## 原作
《想看她一臉嫌惡地露出褲褲》，2015年12月發行。
女僕、女高中生、有曬痕的女高中生、笨拙的女僕、修女、辦公室女職員、貓耳少女、偶像
《想看她一臉嫌惡地露出褲褲2》（日语：嫌な顔されながらおパンツ見せてもらいたい本2），2016年8月發行。
巫女、女中學生、女警、浴衣女子、Cosplayer、護理師
《想看她一臉嫌惡地露出褲褲漫畫》（日语：嫌な顔されながらおパンツ見せてもらいたい漫画），2016年12月發行。
《想看她一臉嫌惡地露出褲褲3》（日语：嫌な顔されながらおパンツ見せてもらいたい本3），2017年8月發行。
牙醫助手、保母、青梅竹馬、服務生、芭蕾舞少女、阿奴比斯
《想看她一臉嫌惡地露出褲褲4》（日语：嫌な顔されながらおパンツ見せてもらいたい本4），2017年12月發行。
書店店員、空服員、富家的獨生女
《想看她一臉嫌惡地露出褲褲合集》（日语：嫌な顔されながらおパンツ見せてもらいたい合同本），2017年12月發行。
《想看她一臉嫌惡地露出褲褲 其他插畫集1》（日语：嫌な顔されながらおパンツ見せてもらいたい アナザークリエイターイラスト集 その1），2018年8月發行。
《想看她一臉嫌惡地露出褲褲5》（日语：嫌な顔されながらおパンツ見せてもらいたい本5），2018年12月發行。
《想看她一臉嫌惡地露出褲褲 男子部》（日语： 男子部），2018年12月發行，正太版本
《想看她一臉嫌惡地露出褲褲6》（日语：嫌な顔されながらおパンツ見せてもらいたい本6），2019年8月發行。

## 改編作品

### 書籍
輕小說《嫌な顔されながら子づくりさせてもらいたい》，由上原りょう創作，法蘭西書院美少女文庫於2017年3月發行。
寫真集《嫌な顔されながら子づくりさせてもらいたい写真集》，由一迅社於2017年9月發行。青山裕企攝影，伊織萌、倉持由香、水澤柚乃擔任模特兒。

### 動畫
以主角的第一人稱為視角，於Niconico動畫播出全6集。

#### 集數列表
| 集數 | 登場角色   | 職業     | 配音員   | 作畫監督 |
| ---- | ---------- | -------- | -------- | -------- |
| 1    | 伊東千歲   | 女僕     | 石上静香 | はっかく |
| 2    | yuina      | 偶像     | 長野佑紀 | はっかく |
| 3    | 高山瑪利亞 | 修女     | 秦佐和子 | はっかく |
| 4    | 出雲伊織   | 巫女     | 赤﨑千夏 | 森悦史   |
| 5    | 棚橋美鈴   | 護理人員 | 古賀葵   | 成松義人 |
| 6    | 瀬賀愛理   | 女高中生 | 佳村遙   | はっかく |

| 集數 | 登場角色       | 職業     | 配音員     | 劇本         | 作畫監督        |
| ---- | -------------- | -------- | ---------- | ------------ | --------------- |
| 1    | 伊東千歲       | 女僕     | 石上静香   | 新木伸       | はっかく        |
| 2    | 双葉夢乃、華乃 | 雙胞胎   | 竹達彩奈   | 紫雪夜       | 成松義人 近松直 |
| 3    | 松浦詩織       | 書店店員 | 上田麗奈   | あまうい白一 | 荒井梨沙        |
| 4    | 早川菜摘       | 牙醫助理 | 上坂すみれ | 新木伸       | はっかく        |
| 5    | 藤野莉子       | 女中學生 | 高森奈津美 | 柑橘ゆすら   | 森悦人 近松直   |
| 6    | 高山瑪利亞     | 修女     | 秦佐和子   | 三木なずな   | はっかく        |

#### 主題曲
主題曲〈NEXT STAGE〉由水無月明作詞，石川真也作曲，衣笠道雄編曲，津田朱里演唱。

### 人形模型
由ダイキ工業發行，PVC材質已塗裝，1/6尺寸。包含女僕和巫女共三款。

## 外部連結
- 動畫官方網站 （页面存档备份，存于）（日語）
- 動畫《想看她一臉嫌惡地露出褲褲》的X（前Twitter）（日語）
- 40原的X（前Twitter）（日語）